# Десятников, Леонид Аркадьевич
Леони́д Арка́дьевич Деся́тников (род. 16 октября 1955, Харьков) — советский и российский композитор. Заслуженный деятель искусств Российской Федерации (2003). Лауреат Государственной премии Российской Федерации (2004).

## Биография
Родился в Харькове в еврейской семье. Родители — участник Великой Отечественной войны Аркадий Львович Десятников (1925—1987), уроженец Покотилова, и Шейва Лейбовна Десятникова (1926—2014) — работали бухгалтерами. В 1973 окончил Харьковскую среднюю специальную музыкальную школу-интернат по классу теории музыки И. Н. Дубинина и Н. С. Тышко. По композиции обучался факультативно в классе Л. Ф. Шукайло и брал частные уроки у В. С. Бибика.
В 1978 окончил Ленинградскую консерваторию по классу композиции у профессора Бориса Арапова и по классу инструментовки у профессора Бориса Тищенко.
В 1987 году состоялась первая аудиозапись и телевизионная съемка молодого композитора для Центрального телевидения, инициатором которой была редактор Главной редакции музыкальных программ Елена Карпова.
В 2003 году Десятникову присуждена Государственная премия РФ — за спектакль Государственного академического театра драмы имени А. С. Пушкина (Александринского) «Ревизор» по пьесе Н. Гоголя (в области литературы и искусства).
В 2009—2010 годах работал музыкальным руководителем Большого театра России.

## Творчество
Основные сочинения: опера «Дети Розенталя»; камерная опера «Бедная Лиза»; балеты «Утраченные иллюзии» и «Opera»; «Дар» — кантата на стихи Державина; «Любовь и жизнь поэта», вокальный цикл на стихи Д. Хармса и Н. Олейникова; «Свинцовое эхо» для голоса(ов) и инструментов на стихи Дж. М. Хопкинса; «The Rite of Winter 1949», симфония для хора, солистов и оркестра.
С 1996 года интенсивно сотрудничает с Гидоном Кремером как композитор («Wie der Alte Leiermann…»; камерная версия «Эскизов к Закату», «Русские сезоны») и аранжировщик произведений Астора Пьяццоллы. В 1996—1998 годах сделал свободную транскрипцию «Времен года в Буэнос-Айресе» Пьяццоллы для скрипки и струнного оркестра. В каждую часть этого цикла он включил несколько цитат из «Времён года» Антонио Вивальди, учитывая различия сезонов в северном и южном полушариях, например, в «Verano Porteño» («Лето») добавил элементы «L’Inverno» («Зимы») Вивальди.
Автор музыки к художественным фильмам: «Закат», «Прикосновение», «Затерянный в Сибири», «Подмосковные вечера», «Серп и молот», «Мания Жизели», «Дневник его жены», «Москва» (Гран при на Фестивале кино- и медиамузыки в Бонне за лучший саундтрек, 2000), «Пленный», «Мишень» (удостоен Национальной кинопремии «Ника» за 2011 год в номинации «Лучшая музыка к фильму»), «Ван Гоги» (удостоен Национальной кинопремии «Ника» за 2018 год в номинации «Лучшая музыка к фильму».

## Список произведений

### Оперы и другие произведения для музыкального театра
- Бедная Лиза — одноактная опера, либретто Леонида Десятникова по повести Карамзина (1976, ред. 1980).
- Никто не хочет петь, или Браво-брависсимо, пионер Анисимов — комическая опера для детей в двух актах, либретто Бориса Чабана (1982).
- Витамин роста — одноактная классическая опера для детей, для солистов и фортепиано по поэме Олега Григорьева (1985).
- Царь Демьян — «ужасное оперное представление в одном действии»[11] (коллективный авторский проект), либретто Елены Поленовой по народной драме «Царь Максимилиан» (2001). Премьера — 20 июня 2001 года на сцене Малого драматического театра — Театра Европы в рамках фестиваля «Звезды белых ночей».
- Дети Розенталя — опера в двух актах, либретто Владимира Сорокина (2004). Премьера — Большой театр России, 23 марта 2005 год (реж. Эймунтас Някрошюс). Специальный приз жюри на фестивале «Золотая маска» (2006).
- Утраченные иллюзии − балет в трех актах, либретто Владимира Дмитриева (в редакции Гийома Гальена) по мотивам одноимённого романа О. де Бальзака (2011). Премьера − Большой театр, 24 апреля 2011 года (балетмейстер-постановщик Алексей Ратманский).
- Опера − балет с пением в одном акте, либретто Леонида Десятникова и Карлы Мускио на основе текстов Пьетро Метастазио (2013). Премьера − Ла Скала, 17 декабря 2013 года (балетмейстер-постановщик Алексей Ратманский)[12].

### Музыка для оркестра
- Эскизы к закату, версия для симфонического оркестра (1992).

### Вокальная и хоровая музыка
- Три песни на стихи Тао Юаньмина для голоса и фортепиано (1974).
- Пять стихотворений Тютчева для сопрано и фортепиано (1976).
- Три песни на стихи Джона Чиарди для сопрано и фортепиано (1976).
- Две русские песни для голоса и фортепиано на стихи Р. М. Рильке (1979)
- Дар, кантата для тенора, мужского хора и инструментального ансамбля на стихи Г. Р. Державина (1981, ред. 1997).
- Букет для смешанного хора на стихи О. Григорьева (1982)
- Пинежское сказание о дуэли и смерти Пушкина, кантата для ансамбля солистов и камерного оркестра, слова народные в записи и обработке Б. Шергина (1983).
- Любовь и жизнь поэта, вокальный цикл для тенора и фортепиано на стихи Даниила Хармса и Николая Олейникова (1989).
- Свинцовое эхо для голоса(ов) и инструментов на стихи Дж. М. Хопкинса (1990).
- The Rite of Winter 1949, симфония для хора, солистов и оркестра (1998, ред. 2006).
- Русские сезоны для сопрано, скрипки и камерного оркестра на русские народные тексты (2000).
- Москва, песни советских композиторов и другие фрагменты музыки к одноимённому фильму для неакадемического голоса, сопрано, меццо-сопрано и инструментального ансамбля (2000).
- The Secret Land для голоса и фортепиано на стихи Р. Грейвза (2001).
- Письмо отцу для голоса и фортепиано на текст письма Г. Кремера (2007).

### Камерная музыка
- Вариации на обретение жилища для виолончели и фортепиано (1990).
- Эскизы к закату, версия для флейты, кларнета, скрипки, контрабаса и фортепиано (1996).
- Hommage á Piazzolla, два танго в транскрипции для скрипки, контрабаса, фортепиано и бандонеона (1996):
  - 1. «Счастье мое» (Е.Розенфельд);
  - 2. «Утомленное солнце» (Е. Петербуржский).
- Wie der alte Leiermann… для скрипки и фортепиано (1997).
- По канве Астора для фортепианного квартета (1999).
- Возвращение для гобоя, кларнета и струнного квартета (2007).

### Сочинения для фортепиано
- Альбом для Айлики для фортепиано в четыре руки (1980).
- Отзвуки театра, сюита (1985).
- Du côté de shez swan (В сторону Лебедя) для двух фортепиано (2002).
- Буковинские песни, 24 прелюдии для фортепиано (2017)

### Обработки, транскрипции
- Бах, Иоганн Себастьян. Сарабанда из клавирной партиты № 6, BWV 830. Обработка для шести струнных инструментов.
- Пьяццолла, Астор. Chiquilin de Bachin. Обработка для скрипки, альта и виолончели.
- Пьяццолла, Астор. Cuatro Estaciones Porteñas (Времена года в Буэнос-Айресе). Обработка для скрипки и струнного оркестра (1996-98).
- Пьяццолла, Астор. La Calle 92. Обработка для скрипки, альта и виолончели.
- Пьяццолла, Астор. Maria de Buenos Aires (Мария из Буэнос-Айреса), танго-оперита. Оркестровая редакция (1997).
- Пьяццолла, Астор. Rio Sena. Обработка для скрипки, альта и виолончели.
- Пьяццолла, Астор. Tango Ballet. Обработка для скрипки и струнного оркестра (1997).
- Шостакович, Дмитрий Дмитриевич. Предисловие к полному собранию моих сочинений и краткое размышление по поводу этого предисловия для баса и фортепиано, соч. 123. Обработка для баса и камерного оркестра.

### Музыка к спектаклям
- 2002 — «Ревизор» Н. В. Гоголя (Александринский театр, режиссёр — Валерий Фокин).
- 2003 — «Дама с собачкой» А. П. Чехова (МТЮЗ, режиссёр — Кама Гинкас).
- 2006 — «Живой труп» Л. Н. Толстого (Александринский театр, режиссёр — Валерий Фокин).
- 2008 — «Женитьба» Н. В. Гоголя (Александринский театр, режиссёр — Валерий Фокин).

### Музыка к фильмам
- 1990 — Закат
- 1991 — Затерянный в Сибири
- 1992 — Прикосновение
- 1994 — Подмосковные вечера
- 1994 — Серп и молот
- 1995 — Мания Жизели
- 1996 — Кавказский пленник
- 1996 — Тот, кто нежнее
- 2000 — Дневник его жены
- 2000 — Москва
- 2002 — Олигарх
- 2005 — Космос как предчувствие
- 2008 — Пленный
- 2011 — Мишень
- 2018 — Ван Гоги

## Общественная позиция
В октябре 2008 года подписал открытое письмо-обращение в защиту и поддержку освобождения юриста нефтяной компании ЮКОС Светланы Бахминой.

## Дискография
- Jerusalem Quartet[англ.], Hila Baggio (soprano). The Yiddish Cabaret. Harmonia Mundi, 2019.